# Mechanitis isthmicus
Mechanitis isthmicus är en fjärilsart som beskrevs av Frederick DuCane Godman och Osbert Salvin 1879. Mechanitis isthmicus ingår i släktet Mechanitis och familjen praktfjärilar. Inga underarter finns listade i Catalogue of Life.